# BBC Sound Effects
BBC Sound Effects is een online archief van geluidseffecten verzameld en ontwikkeld door BBC. Het bestaat uit meer dan 33 000 clips opgenomen in de voorbije 100 jaar.

## Aanbod
Het aanbod bestaat uit geluidseffecten opgenomen door de BBC Radiophonic Workshop, opnames van de Blitz in Londen en effecten gemaakt voor BBC's Radio en Televisie-producties. Ook vind je er 15 000 opnames van de Natural History Unit.
Het archief is enkel bruikbaar voor persoonlijke, educatieve of onderzoeksdoeleinden.